# باتريك تشان
باتريك تشان (بالصينية: 陳兆愷) هو قاضي صيني، ولد في 21 أكتوبر 1948 في هونغ كونغ في الصين.